# Ivana Abramović
Ivana Abramovic (født 3. september 1983 i Zagreb) er en kvindelig tennisspiller fra Kroatien, der har stoppet karrieren. Ivana Abramovic startede sin karriere i 1999 og stoppede i 2010. 
3. januar 2004 opnåede Ivana Abramovic sin højeste WTA single rangering på verdensranglisten som nummer 143. 